# Jättemyrtörnskata
Jättemyrtörnskata (Batara cinerea) är en fågel i familjen myrfåglar inom ordningen tättingar.

## Utseende och läte
Jättemyrtörnskatan gör skäl för sitt namn, en mycket stor tätting med rätt lång stjärt och en kraftig näbb med krökt spets. Hanen är tvärbandad i svart och vitt på ovansidan medan undersidan är grå. På huvudet syns svarta hjässfjädrar som kan resas i en tofs. Honan liknar hanen, men tvärbanden ovan går i svart och kanelbrunt, undersidan är beige och hjässan är kanelbrun. 

## Utbredning och systematik
Jättemyrtörnskata placeras som enda art i släktet Batara. Den delas in i tre underarter:
- Batara cinerea excubitor – förekommer i Andernas östsluttning i centrala Bolivia (västra Santa Cruz)
- Batara cinerea argentina – förekommer från östra Bolivia till västra Paraguay och nordvästra Argentina
- Batara cinerea cinerea – förekommer från sydöstra Brasilien (södra Espírito Santo) till nordligaste Argentina (Misiones)

## Levnadssätt
Jättemyrtörnskatan hittas i fuktiga skogar. Där ses den i par i tät undervegetation och trädens mellersta skikt, mestadels i och kring bestånd av bambu.

## Status och hot
Arten har ett stort utbredningsområde, men tros minska i antal, dock inte tillräckligt kraftigt för att den ska betraktas som hotad. Internationella naturvårdsunionen IUCN listar arten som livskraftig (LC).